# فيسبوك
فيسبوك أو فيس بوك (بالإنجليزية: Facebook) هو موقع ويب تديره شركة ميتا، وهي شركة مساهمة، ويعد واحدًا من أشهر وسائل التواصل الاجتماعي في العالم. يُعرف بأنه شبكة اجتماعية واسعة النطاق[محل شك]، تتيح للمستخدمين الانضمام إلى شبكات محلية أو مرتبطة بمكان العمل أو المدرسة أو الإقليم، بهدف التواصل والتفاعل مع الآخرين. يتمكن المستخدمون من إضافة أصدقاء، وإرسال الرسائل، وتحديث ملفاتهم الشخصية، وكذلك تعريف أنفسهم لأصدقائهم.
يرجع اسم الموقع إلى الأدلة المصورة التي تقدمها الكليات والمدارس التمهيدية في الولايات المتحدة، والتي تحتوي على صور وأوصاف لأعضاء هيئة التدريس والطلبة الجدد، كوسيلة للتعرف عليهم. كما يعد فيسبوك من بين تطبيقات الهواتف المحمولة الأكثر تنزيلًا في العقد الأول من القرن الحادي والعشرين.
أسس مارك زوكربيرغ فيسبوك بالتعاون مع زملائه داستين موسكوفيتز وكريس هيوز، أثناء دراسته في جامعة هارفارد. في البداية، كانت العضوية مقتصرة على طلبة هارفارد فقط، لكنها توسعت تدريجيًا لتشمل جامعات بوسطن، وجامعات "آيفي ليج"، وجامعة ستانفورد. ثم فتحت المنصة أبوابها لأي طالب جامعي، ثم طلاب المدارس الثانوية، وصولًا إلى أي شخص يبلغ من العمر 13 عامًا فأكثر. حاليًا، يضم الموقع أكثر من مليار مستخدم حول العالم.
شهد فيسبوك جدلًا واسعًا على مر السنوات، إذ حُظر في عدة دول، مثل سوريا وإيران، لفترات زمنية متفاوتة. كما منعت بعض جهات العمل استخدامه، بهدف منع إضاعة الموظفين لأوقاتهم. واجه فيسبوك أيضًا انتقادات تتعلق بالخصوصية، حيث كانت هذه القضية محورًا لعدد من النزاعات التي تمت تسويتها مع مرور الوقت. بالإضافة إلى ذلك، رفعت عدة دعاوى قضائية من قِبل زملاء سابقين لزوكربيرغ، متهمين إياه بسرقة الكود الرئيسي وبعض الملكيات الفكرية الأخرى.
تعرض فيسبوك لانتقادات متكررة بسبب مجموعة متنوعة من القضايا المثيرة للجدل. من أبرزها قضية خصوصية المستخدم، كما حدث في فضيحة كامبريدج أناليتيكا الشهيرة. كما تم اتهام المنصة بالتلاعب السياسي، لا سيما خلال الانتخابات الأمريكية لعام 2016. وتعرض الموقع لانتقادات بشأن دوره في تعزيز المراقبة الجماعية وتأثيراته النفسية على مستخدميه، مثل الإدمان وتدني تقدير الذات.
فضلاً عن ذلك، يواجه فيسبوك تحديات تتعلق بالمحتوى المنتشر على منصته، بما في ذلك الأخبار المزيفة، ونظريات المؤامرة، وخطاب الكراهية، وانتهاك حقوق الطبع والنشر. وقد اتهمت المنصة بتسهيل انتشار هذا النوع من المحتوى، بالإضافة إلى اتهامات بتضخيم عدد مستخدميه لجذب المزيد من المعلنين.

## تاريخ

### 2006-2003: ذا فيسبوك واستثمار بيتر ثيل وتغيير الاسم
انطلق موقع فيسبوك كنتاج غير متوقع من موقع «فيس ماتش» (بالإنجليزية: Facematch) التابع لجامعة هارفارد، وهو موقع من نوع Hot or Not يعتمد على نشر صور لمجموعة من الأشخاص ثم اختيار رواد الموقع للشخص الأكثر جاذبية. وقد قام مارك زوكربيرغ بابتكار الفيس ماتش في 28 أكتوبر من عام 2003، عندما كان يرتاد جامعة هارفارد كطالب في السنة الثانية. ففي هذه الأثناء، 
وفقاً لما نشرته جريدة هارفارد كريمسون، فإن موقع «فيس ماتش» "استخدم صورًا مجمعة من دليل الصور المتاح على الإنترنت والخاص بتسعة من طلبة المدينة الجامعية مع وضع صورتين بجانب بعضهما البعض ودعوة المستخدمين إلى اختيار الشخص "الأكثر جاذبية". وكي يتمكن زوكربيرغ من تأسيس الموقع، فإنه لجأ إلى اختراق مناطق محمية في شبكة الحاسوب الخاصة بجامعة هارفارد، وقام بنسخ صور خاصة بالطلبة في السكن الجامعي. "إن مبادرة جامعة هارفارد باتخاذ إجراء مضاد لذلك الفعل ربما يرجع لأسباب قانونية دون إدراك القيمة الحقيقية لذلك الانتهاك الذي ربما يحدث للعديد من الكليات الأخرى"، ورد ذلك على لسان زوكربيرغ في مدونته الشخصية. يستطرد زوكربيرغ قائلاً: "ولكن هناك أمر واحد مؤكد، وهو أنني ارتكبت حماقةً عندما أقدمت على إنشاء ذلك الموقع. على كل حال إن أي شخص آخر كان سيقوم بذلك في نهاية الأمر...". وسرعان ما تم توجيه الموقع إلى العديد من وحدات الخدمة الخاصة بالحرم الجامعي، ولكن تم إغلاقه بعد بضعة أيام من قِبل إدارة جامعة هارفارد. وقد قامت إدارة الجامعة باتهام زوكربيرغ بخرق قانون الحماية وانتهاك حقوق التأليف والنشر وكذلك انتهاك خصوصية الأفراد، مما عرضه للطرد من الجامعة؛ ولكن تم إسقاط جميع التهم الموجهة إليه في نهاية الأمر. وفي النصف الثاني من العام الدراسي نفسه، قام زوكربيرغ بتأسيس موقع "الفيسبوك" على النطاق thefacebook.com وتحديدًا في 4 يناير من عام 2004. وقد أدلى زوكربيرغ بتصريح لجريدة هارفارد كريمسون قائلاً، "لقد كان الجميع يتحدثون عن دليل الصور العالمي المأخوذة في جامعة هارفارد". "أعتقد أنه من السخف أن تستغرق الجامعة عامين للقيام بمثل هذا العمل. يمكنني أن أقوم بالأمر على نحو أفضل منهم بكثير وفي غضون أسبوع واحد فقط". كانت عضوية الموقع قاصرة في بداية الأمر على طلبة هارفارد كوليدج أقدم كليات جامعة هارفارد، وخلال الشهر الأول من إتاحة الموقع للاستخدام، قام أكثر من نصف الطلبة الذين لم يتخرجوا بعد من الجامعة بالتسجيل في هذه الخدمة. وبعد فترة وجيزة، انضم كل من إدواردو سافرين (المدير التنفيذي للشركة) وداستين موسكوفيتز (مبرمج) وأندرو ماكولام (رسام جرافيك) وكريس هيوز إلى زوكربيرغ لمساعدته في تطوير الموقع. وفي شهر مارس من عام 2004، فتح فيسبوك أبوابه أمام جامعات ستانفورد وكولومبيا وييل. بعد ذلك، اتسع الموقع أكثر وفتح أبوابه أمام جميع كليات مدينة بوسطن وجامعة آيفي ليج، وشيئًا فشيئًا أصبح متاحًا للعديد من الجامعات في كندا والولايات المتحدة الأمريكية. وفي شهر يونيو من عام 2004، تم نقل مقر فيسبوك إلى مدينة بالو آلتو في ولاية كاليفورنيا. وقد قامت الشركة بإسقاط كلمة the من اسمها بعد شراء اسم النطاق facebook.com عام 2005 نظير مبلغ 200000 دولار أمريكي. كما قام فيسبوك بإصدار نسخة للمدارس الثانوية في سبتمبر من عام 2005، وهو ما أشار إليه زوكربيرغ بالخطوة المنطقية التالية. فخلال هذه الفترة، كانت شبكات المدارس الثانوية بحاجة إلى دعوة للانضمام إلى الموقع. بعد ذلك، أتاح الموقع اشتراك الموظفين من العديد من الشركات، ومن بينها شركة أبل المندمجة وشركة مايكروسوفت. وفي 26 سبتمبر من عام 2006، فتح الموقع أبوابه أمام جميع الأفراد البالغين من العمر ثلاثة عشر عامًا فأكثر والذين لديهم عنوان بريد إليكتروني صحيح. وفي أكتوبر من عام 2008، أعلن القائمون على إدارة فيسبوك عن اتخاذ مدينة دبلين عاصمة أيرلندا مقرًا دوليًا له. في ديسمبر 2013، أضاف فيسبوك أيقونة تعبر عن عدم الإعجاب مستمدة من الأيقونة الشهيرة "أعجبني"، أيقونة عدم الإعجاب جاءت ضمن مجموعة جديدة من الأيقونات أصدرتها فيسبوك للاستخدام عبر تطبيق المحادثة الفورية المتوفر لعدة منصات أو عبر الرسائل الخاصة من الموقع ذاته.

### 2012-2006: الوصول العام، وتحالف مايكروسوفت، والنمو السريع
في مايو 2006، عينت شركة فيسبوك أول متدربة لديها وهي جولي تشو. وبعد شهر عينت تشو كمهندس متفرغ. في 26 سبتمبر 2006، فتح فيسبوك للجميع بعمر 13 عامًا على الأقل بشرط أن يمتلك المستخدم عنوان بريد إلكتروني صالح. وبحلول أواخر عام 2007، كان لدى فيسبوك 100 ألف صفحة تروج فيها الشركات لأنفسها. بدأت صفحات المنظمة في الظهور في مايو 2009. وفي 24 أكتوبر 2007، أعلنت مايكروسوفت أنها اشترت حصة 1.6% من فيسبوك مقابل 240 مليون دولار (339 مليون دولار في عام 2022)، مما منح فيسبوك قيمة ضمنية إجمالية تبلغ حوالي 15 مليار دولار (21.2 مليار دولار في عام 2022). تضمن شراء مايكروسوفت حقوق وضع إعلانات دولية.

### 2013-2012: الاكتتاب العام والدعاوى القضائية ومليار مستخدم نشط

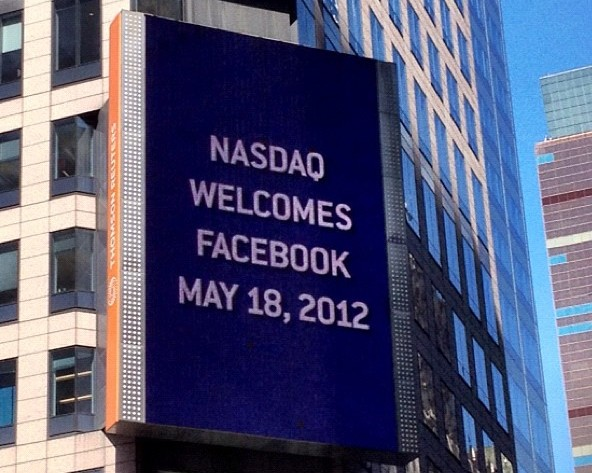
لوحة إعلانية على مبنى طومسون رويترز ترحب بفيسبوك في بورصة ناسداك، مايو 2012.

في مارس 2012، أعلن فيسبوك عن مركز التطبيقات، وهو متجر لبيع التطبيقات التي تعمل عبر الموقع الإلكتروني. كان من المقرر أن يكون المتجر متاحًا على أجهزة آيفون، وأجهزة أندرويد، ولمستخدمي الويب عبر الهاتف المحمول.
جاء الطرح العام الأولي لفيسبوك في 17 مايو 2012 بسعر سهم قدره 38 دولارًا أمريكيًا (48.00 دولارًا أمريكيًا في عام 2022). بلغت قيمة الشركة 104 مليار دولار (133 مليار دولار في عام 2022)، وهو أكبر تقييم حتى ذلك التاريخ. جمع الاكتتاب العام 16 مليار دولار (20.4 مليار دولار بدولارات 2022)، وهو ثالث أكبر اكتتاب في تاريخ الولايات المتحدة، بعد شركة فيزا عام 2008 وشركة AT&T Wireless في عام 2000. استنادًا إلى دخلها لعام 2012 البالغ 5 مليارات دولار (6.37 مليار دولار بدولارات 2022)، انضم فيسبوك إلى قائمة فورتشن 500 لأول مرة في مايو 2013 وحلت في المرتبة 462. سجلت الأسهم رقمًا قياسيًا في اليوم الأول لحجم تداول الاكتتاب العام (460 مليون سهم). كان الاكتتاب العام مثيرًا للجدل نظرًا للانخفاضات الفورية في الأسعار التي أعقبت ذلك،  وكان موضوعًا للدعاوى القضائية،  بينما بدأت كل من هيئة الأوراق المالية والبورصات الأمريكية وهيئة تنظيم الصناعة المالية الأمريكية تحقيقات.
أعلن زوكربيرج في بداية أكتوبر 2012 أن فيسبوك لديه مليار مستخدم نشط شهريًا،  منهم 600 مليون مستخدم للهاتف المحمول، أجروا 219 مليار عملية تحميل للصور، و140 مليار اتصال مع صديق.
في 1 أكتوبر 2012، زار زوكربيرج رئيس الوزراء الروسي دميتري ميدفيديف في موسكو لتحفيز الابتكار في وسائل التواصل الاجتماعي في روسيا وتعزيز مكانة فيسبوك في السوق الروسية.

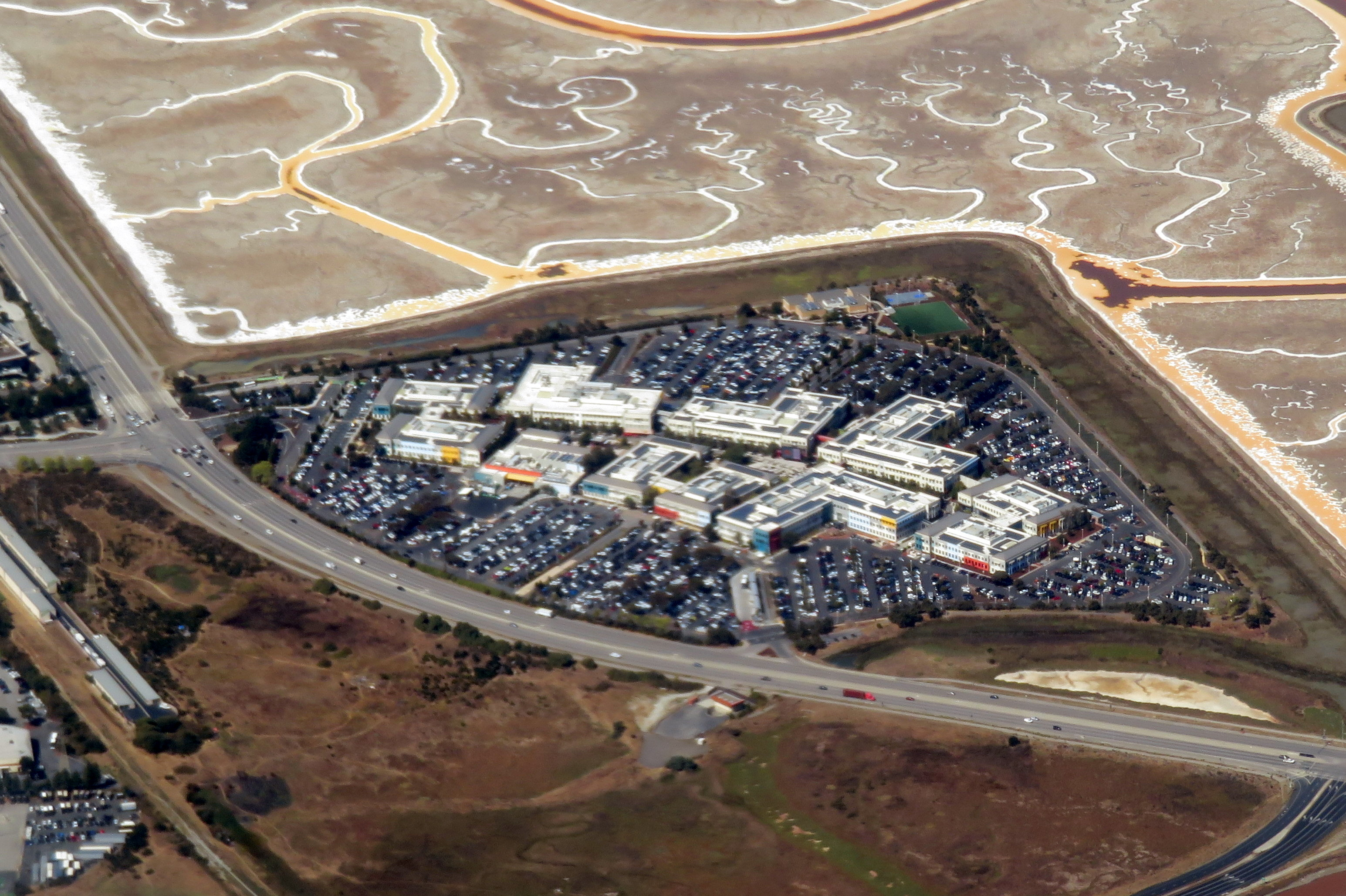
منظر جوي لميتا HQ في مينلو بارك، كاليفورنيا

### 2014-2013: تحديثات الموقع، A4AI، والذكرى العاشرة

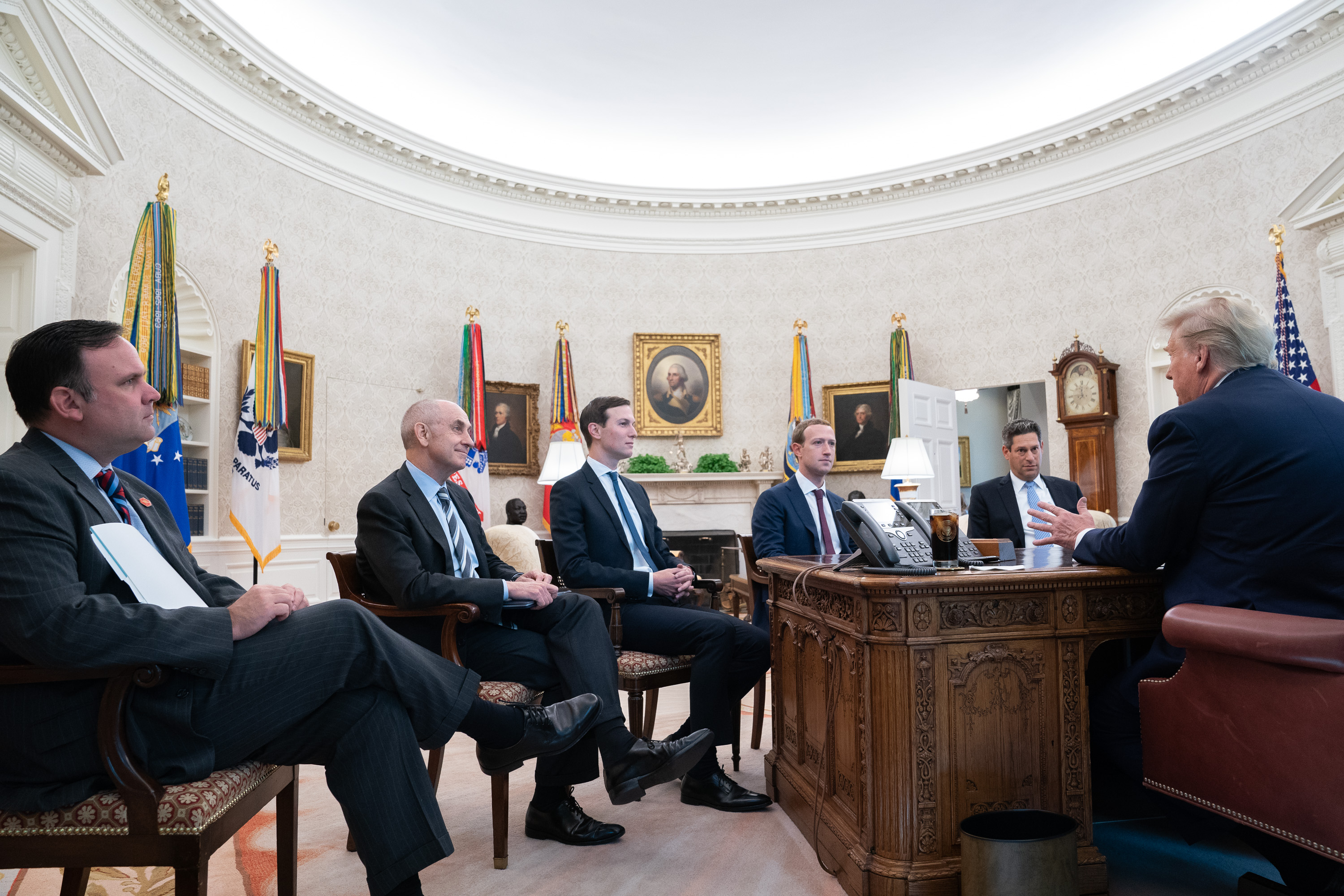
الرئيس التنفيذي لشركة فيسبوك مارك زوكربيرج والمديرين التنفيذيين لشركة فيسبوك مع الرئيس دونالد ترامب في سبتمبر 2019.

في 15 يناير 2013، أعلن فيسبوك عن إطلاق Facebook Graph Search، الذي يوفر للمستخدمين "إجابة دقيقة" من خلال الاستفادة من البيانات الموجودة على موقعه بدلاً من توفير رابط للإجابة. أكد فيسبوك على أن الميزة "ستراعي للخصوصية"، حيث تعرض النتائج فقط من المحتوى الذي تمت مشاركته بالفعل مع المستخدم. في 3 أبريل 2013، كشف فيسبوك النقاب عن Facebook Home، وهي واجهة مستخدم لأجهزة أندرويد توفر تكاملًا أكبر مع الموقع. أعلنت شركة إتش تي سي عن هاتف HTC First، وهو هاتف محمل مسبقًا بواجهة Facebook Home.
في 15 أبريل 2013، أعلن فيسبوك عن تحالف عبر 19 ولاية مع الرابطة الوطنية للمدعين العامين، لتزويد المراهقين والآباء بمعلومات حول الأدوات اللازمة لإدارة الملفات الشخصية على الشبكات الاجتماعية. في 19 أبريل، عدل موقع فيسبوك شعاره بإزالة الخط الأزرق الباهت الموجود أسفل أيقونة "F" وجعل الحرف يقترب أكثر من حافة الصندوق.
بعد حملة قامت بها 100 مجموعة مناصرة، وافق فيسبوك على مراجعة سياسته بشأن خطاب الكراهية. سلطت الحملة الضوء على المحتوى الذي يروج للعنف المنزلي والعنف الجنسي ضد المرأة مما أدى إلى انسحاب 15 معلنًا، بما في ذلك Nissan UK، وHouse of Burlesque، وNationwide UK. صرحت الشركة في البداية، "على الرغم من أن المحتوى قد يكون مبتذلاً ومهينًا، إلا أن المحتوى البغيض في حد ذاته لا ينتهك سياساتنا". ومع ذلك، اتخذت الشركة الإجراءات ونفذت التغييرات في 29 مايو.

### 2020-2015: مراجعة الخوارزميات؛ الأخبار مزيفة
في عام 2015، أعيد مراجعة خوارزمية فيسبوك في محاولة لتصفية المحتوى الكاذب أو المضلل، مثل القصص الإخبارية المزيفة والخدع. اعتمد النظام على المستخدمين الذين يبلغون عن المحتوى وفقًا لذلك، وأكد فيسبوك أنه لا ينبغي اعتراض المحتوى الساخر. ومع ذلك، واجهت الخوارزمية انتقادات لاحتمال إنشاء "فقاعة تصفية"، مع إعطاء الأولوية للمحتوى الذي يتماشى مع آراء المستخدم وإلغاء إعطاء الأولوية للمشاركات ذات الإعجابات الأقل أو التي تعبر عن آراء معارضة.

### 2020 إلى الوقت الحاضر: دعوى قضائية للجنة التجارة الفيدرالية، إعادة تسمية العلامة التجارية للشركة، إيقاف تقنية التعرف على الوجه، تبسيط السياسة
رفعت دعوى قضائية ضد فيسبوك من قبل لجنة التجارة الفيدرالية بالإضافة إلى ائتلاف من عدة ولايات بتهمة الاحتكار غير القانوني ومكافحة الاحتكار. سعت لجنة التجارة الفيدرالية والولايات إلى المحاكم لإجبار فيسبوك على بيع شركتيها الفرعيتين واتساب وإنستغرام. ومع ذلك، رفض قاضٍ فيدرالي الدعاوى في 28 يونيو 2021، مشيرًا إلى عدم كفاية الأدلة لتحديد فيسبوك كشركة احتكارية في تلك المرحلة. لكن القاضي سمح للجنة التجارة الفيدرالية بتعديل قضيتها من خلال تقديم أدلة إضافية. في ملفاتها المعدلة في أغسطس 2021، أكدت لجنة التجارة الفيدرالية أن فيسبوك كان محتكرًا في مجال الشبكات الاجتماعية الشخصية منذ عام 2011، مما يميز أنشطة فيسبوك عن خدمات الوسائط الاجتماعية مثل تيك توك التي تبث المحتوى دون قصر تلك الرسالة بالضرورة على المستلمين المستهدفين.
في 17 فبراير 2021، منع فيسبوك المستخدمين الأستراليين (ردًا على مشروع القانون المقترح في البرلمان الأسترالي بشأن مدونة مساومة وسائل الإعلام الإخبارية) من مشاركة أو عرض المحتوى الإخباري على منصته، بالإضافة إلى صفحات بعض الحكومات والمجتمعات والنقابات والمؤسسات الخيرية والخدمات السياسية والطوارئ. وانتقدت الحكومة الأسترالية هذه الخطوة بشدة، قائلة إنها أظهرت "القوة السوقية الهائلة لهؤلاء العمالقة الاجتماعيين الرقميين".
في 22 فبراير، قال فيسبوك إنه توصل إلى اتفاق مع الحكومة الأسترالية يقضي بعودة الأخبار إلى المستخدمين الأستراليين في الأيام المقبلة. كجزء من هذه الاتفاقية، يمكن لفيسبوك وجوجل تجنب مدونة مساومة وسائل الإعلام الإخبارية التي تم اعتمادها في 25 فبراير بشرط التوصل إلى صفقة تجارية مع شركة إخبارية خارج المدونة.
اتهم فيسبوك بإزالة وحظر المحتوى الذي تحدث إما لصالح احتجاج المزارعين الهنود أو ضد حكومة ناريندرا مودي. وكان موظفو فيسبوك المقيمون في الهند معرضون لخطر الاعتقال.
في 27 فبراير 2021، أعلن فيسبوك عن تطبيق Facebook BARS الخاص بمغني الراب.
في 29 يونيو 2021، أعلن فيسبوك عن نشرة Bulletin، وهي منصة للكتاب المستقلين. وعلى عكس المنافسين مثل سبستاك، اختار فيسبوك في البداية عدم المطالبة بنسبة مئوية من رسوم الاشتراك من الكتاب الذين يستخدمون المنصة، بما في ذلك شخصيات بارزة مثل مالكولم جلادويل وميتش ألبوم. وفقًا لكاتب التكنولوجيا في صحيفة واشنطن بوست ويل أورموس، فقد تم انتقاد هذه الخطوة من قبل الذين اعتبروها تكتيكًا يهدف إلى إجبار هؤلاء المنافسين على التوقف عن العمل.

### 4 أكتوبر 2021، انقطاع الخدمة العالمية

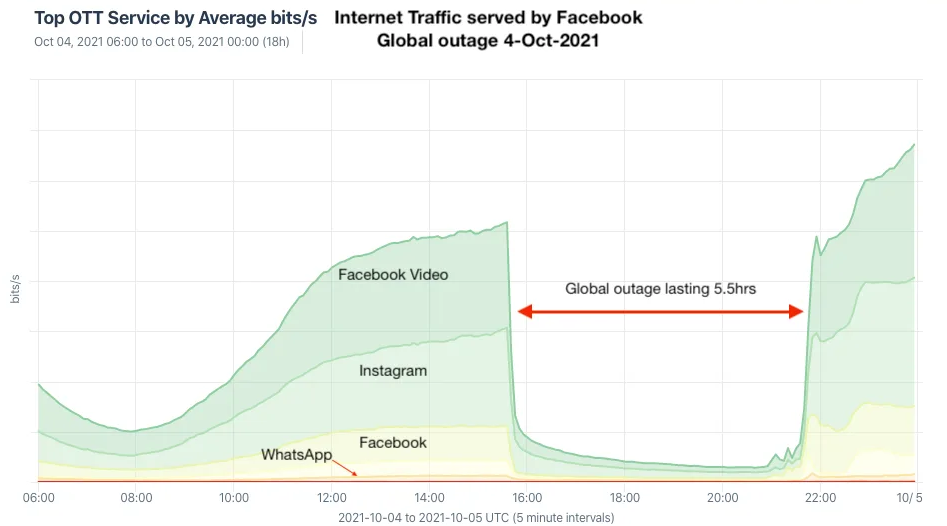
حجم حركة المرور لخدمات فيسبوك في 4 أكتوبر 2021، مع انخفاض أثناء الانقطاع العالمي.

في 4 أكتوبر 2021، شهد فيسبوك أسوأ انقطاع له منذ عام 2008. كان الانقطاع عالمي النطاق، وأدى إلى تدمير جميع خصائص فيسبوك، بما في ذلك إنستغرام وواتساب، من حوالي الساعة 15:39 بالتوقيت العالمي إلى الساعة 22:05 بالتوقيت العالمي، وأثر على ما يقرب من ثلاثة مليارات مستخدم. حدد خبراء الأمن المشكلة على أنها سحب بروتوكول البوابة الحدودية لجميع مسارات IP إلى خوادم اسم المجال (نظام أسماء النطاقات) الخاصة بهم والتي كانت جميعها مستضافة ذاتيًا في ذلك الوقت. وأثر الانقطاع أيضًا على جميع أنظمة الاتصالات الداخلية التي يستخدمها موظفو فيسبوك، مما أدى إلى تعطيل جهود الترميم.

## النواحي المالية

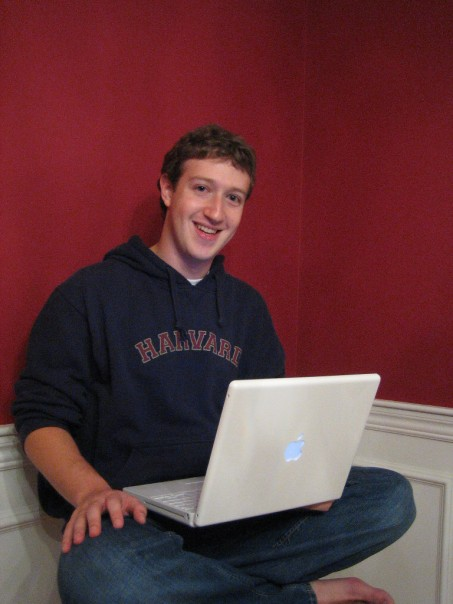
مارك زوكربيرغ مؤسس الموقع

تلقى موقع فيسبوك أول عرض استثماري بمبلغ 500000 دولار أمريكي في يونيو من عام 2004 من بيتر ثييل أحد مؤسسي شركة «باي بال». ثم أعقب ذلك الأمر استثمارًا آخر بعد عام واحد بلغ 12.7 مليون دولار من رأس مال مخاطر من شركة "آكسيل بارتنرز" ‏، ثم 27.5 مليون دولار أخرى من شركة "جرايلوك بارتنرز". وفي أحد بيانات التدفق النقدي التي سُرِّبَت، وُجد أنه خلال السنة المالية 2005، تكبد موقع فيسبوك خسارة صافية تقدر بنحو 3.63 مليون دولار.
ومع بيع موقع التواصل الاجتماعي الشهير «ماي سبيس» إلى شركة "نيوزكورب" في 19 يوليو لعام 2005، انتشرت بعض الشائعات التي تروج لاحتمالية بيع موقع فيسبوك لإحدى شركات الإعلام الكبرى. وقد صرح زوكربيرغ بأنه لا يعتزم ذلك، ونفى صحة تلك الشائعات. وفي 28 مارس من عام 2006، نشرت مجلة «بيزنس ويك» أن المفاوضات جارية بشأن شراء موقع فيسبوك. وردًا على ذلك، رفض فيسبوك عرضًا بالبيع يقدر بنحو 750 مليون دولار من مزايد لم يتم الإفصاح عن اسمه، وانتشرت شائعات أخرى بزيادة سعر العرض حتى بلغ 2 مليار دولار.
وفي شهر سبتمبر، 2006، تم عقد مباحثات جادة بين القائمين على إدارة شركة «فيسبوك» و«ياهو» بشأن شراء فيسبوك مقابل مليار دولار. وقد صرح ثييل، الذي كان أحد أعضاء مجلس إدارة فيسبوك آنذاك، بأن التقييم الداخلي للموقع قد بلغ حوالي 8 مليار دولار بناءًا على الإيرادات المتوقعة حتى عام 2015 بمعدل 1 مليار دولار سنويًا، مقارنةً بشراء شركة «فياكوم» لشبكة إم تي في، وهي شركة تخاطب فئة مستهدفة من الجمهور وفقًا لخصائصه السكانية.
وفي شهر يوليو، 2007، صرح زوكربيرغ بأن مسألة بيع فيسبوك غير واردة على الإطلاق لأنه يود الحفاظ على استقلالية الشركة، حيث أشار قائلاً: «إننا لا نسعى إلى بيع الشركة...كما أننا لا نفكر في الطرح الأولي للاكتتاب العام في أي وقت قريب. فذلك الأمر لا يمثل غايتنا الرئيسية في الوقت الراهن.»

أزرار التفاعلات لدى فيسبوك عام 2020.
وفي شهر سبتمبر، 2007، قدمت شركة «مايكروسوفت» عرضًا إلى فيسبوك بشراء نحو 5٪ من أسهم الشركة بقيمة تتراوح ما بين 300 إلى 500 مليون دولار. وفي الشهر نفسه، أبدت العديد من الشركات، ومن بينها شركة «جوجل»، اهتمامًا بشراء حصة في فيسبوك.
في 24 أكتوبر، 2007، أعلنت شركة |مايكروسوفت| أنها قامت بشراء حصة في فيسبوك بلغت 1.6٪ بقيمة 240 مليون دولار، حيث قُدرت القيمة الضمنية الكلية للموقع بحوالي 15 مليار دولار. وعلى الرغم من ذلك، فإن «مايكروسوفت» قامت بشراء سهم مفضل يتضمن حقوقًا خاصة مثل «حقوق التصفية»، وهو ما يعني أن «مايكروسوفت» ستتقاضى مستحقاتها قبل حملة الأسهم العادية في حالة بيع الشركة. كما أن السهم الذي قامت «مايكروسوفت» بشرائه يخول لها الحق في نشر الإعلانات الدولية على فيسبوك.

واجهة تسجيل الخروج من حساب فيسبوك 2020 باللغة العربية
في نوفمبر من عام 2007، قام لي كا شينج ملياردير هونغ كونغ باستثمار 60 مليون دولار في فيسبوك.
في أغسطس من عام 2008، أشارت مجلة «بيزنس ويك» إلى عمليات بيع خاصة قام بها الموظفون، وكذلك عمليات شراء قامت بها شركات رأس المال المخاطر كانت ولا تزال تتم عند أسعار الأسهم، وهو ما جعل القيمة الإجمالية للشركة تتراوح ما بين 3.75 و5 مليار دولار.
وفي أكتوبر من عام 2008، صرح زوكربيرغ: «لا أعتقد أنه يمكن النظر إلى الشبكات الاجتماعية باعتبارها وسيلة للتربح بالطريقة نفسها التي تتم من خلالها عمليات البحث على الإنترنت... وفي غضون ثلاث سنوات من الآن، علينا أن نفكر في الشكل الذي ينبغي أن يكون عليه النموذج الأمثل

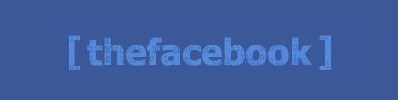
شعار الفيسبوك عام 2004

للموقع. ولكن لا يمكن القول إن ذلك الأمر يمثل أولى اهتماماتنا في الوقت الراهن.»

### صفقات الاستحواذ

#### واتس آب
في 19 فبراير 2014 أشترت شركة فيسبوك تطبيق واتس آب (بالإنجليزية: WhatsApp) بمبلغ 19 مليار دولار أمريكي،  وبعدها قدمت فيسبوك الكثير من التعديلات والتطويرات على التطبيق لتوفير المزيد من الراحة والأمان والخصوصية إلى تطبيق واتس آب بعد التحديثات الأخيرة المميزة.

#### إنستجرام
في 12 أبريل 2012، استحوذت شركة فيسبوك على تطبيق إنستجرام بصفقة بلغت مليار دولار.،(وفي مصادر أخرى 715 مليون دولار. ) قدمت شركة فيسبوك الكثير من التعديلات والتطويرات المميزة إلى انستجرام ليقدم الكثير من الاستمتاع والجمال.

## الموقع
- يمكن لمستخدمي فيسبوك الانضمام إلى واحدة أو أكثر من الشبكات التي تقوم كل من المدينة أو جهة العمل أو المدرسة أو الإقليم بتأسيسها.[98] فهذه الشبكات تمكن المستخدمين من التواصل مع أعضاء آخرين في الشبكة نفسها. كما يمكن للمستخدمين أيضًا الاتصال بأصدقائهم مع السماح لهم بالوصول إلى ملفاتهم الشخصية.[99]
- يقدم الموقع خدماته للمستخدمين مجانًا، ويجني أرباحه من الإعلانات بما في ذلك إعلانات الشعار.[100] يمكن للمستخدمين إنشاء ملفات شخصية تتضمن بعض الصور وقوائم الاهتمامات الشخصية، ويمكن تبادل الرسائل العامة أو الخاصة والانضمام إلى مجموعات من الأصدقاء.[101] وكوضع افتراضي، فإن عرض البيانات التفصيلية للملف الشخصي يكون مقتصرًا على المستخدمين من الشبكة نفسها الواحدة وبعض الاستثناءات المحدودة الأخرى.[102]

وتعتبر شركة "مايكروسوفت" الشريك الحصري للفيسبوك في تقديم خدمة إعلانات الشعار،  ويقوم فيسبوك بطرح الإعلانات التي تتضمنها قائمة الإعلانات الخاصة بشركة "مايكروسوفت" فحسب. ووفقًا لما ذكرته شركة "كومسكور"، إحدى الشركات المتخصصة في بحوث التسويق على الإنترنت، فإن فيسبوك يقوم بتجميع قدر من البيانات من خلال رواده يضاهي ما يتوفر من بيانات لدى شركتي "جوجل و"مايكروسوفت"، ولكن أقل إلى حد ما من شركة "ياهو".

### سمات الموقع
عادةً ما تقوم وسائل الإعلام بعقد المقارنات بين موقعي «فيسبوك» و«ماي سبيس»، ولكن يبدو أن أشهر الفروق بين الموقعين هو مستوى التخصيص. فموقع «ماي سبيس» يتيح للمستخدمين تزيين ملفاتهم الشخصية باستخدام لغة لغة ترميز النص الفائق وCascading Style Sheets (CSS)، بينما يوفر موقع «فيسبوك» إمكانية استخدام النص العادي فقط.
يتضمن فيسبوك عددًا من السمات التي تتيح للمستخدمين إمكانية التواصل مع بعضهم البعض. ومن بين هذه السمات سمة Wall أو لوحة الحائط وهي مساحة مخصصة في صفحة الملف الشخصي لأي مستخدم بحيث تتيح للأصدقاء إرسال الرسائل المختلفة إلى هذا المستخدم،  وسمة Pokes أو النكزة التي تتيح للمستخدمين إرسال «نكزة» افتراضية لإثارة الانتباه إلى بعضهم البعض (وهي إشعار يخطر المستخدم بأن أحد الأصدقاء يقوم بالترحيب به)، وسمة Photos أو الصور التي تمكن المستخدمين من تحميل الألبومات والصور من أجهزتهم إلى الموقع،  وكذلك سمة Status أو الحالة التي تتيح للمستخدمين إمكانية إبلاغ أصدقائهم بأماكنهم وما يقومون به من أعمال في الوقت الحالي. جدير بالذكر أنه يمكن مشاهدة لوحة الحائط الخاصة بالمستخدم لأي شخص يمكنه مشاهدة الملف الشخصي لهذا المستخدم وفقًا لإعدادات الخصوصية. في يوليو من عام 2007، أتاح فيسبوك إمكانية إرسال رسائل مرفقة تتضمن أي شيء إلى لوحة الحائط، الذي كان مقتصرًا من قبل على المحتويات النصية فقط.
وبمرور الوقت، بدأ فيسبوك في إضافة العديد من السمات الجديدة إلى الموقع. ففي 6 سبتمبر من عام 2006، تم الإعلان عن سمة آخر الأخبار (News Feed) أو التغذية الإخبارية التي تظهر على الصفحة الرئيسية لجميع المستخدمين، حيث تقوم بتمييز بعض البيانات مثل التغييرات التي تحدث في الملف الشخصي، وكذلك الأحداث المرتقبة وأعياد الميلاد الخاصة بأصدقاء المستخدم. في بداية الأمر، أثارت هذه السمة حالة من الاستياء بين مستخدمي فيسبوك؛ حيث شكا البعض من سوء التنظيم وكثرة البيانات غير المرغوب فيها، بينما عبّر البعض الآخر عن مخاوفهم من أن يؤدي ذلك إلى سهولة تعقب الآخرين لأنشتطهم الشخصية (مثل التغييرات التي تطرأ على علاقاتهم والأحداث المختلفة والمحادثات التي يتبادلونها مع الآخرين). وردًا على تلك الحالة من الاستياء، قدم زوكربيرغ اعتذارًا عن إخفاق الموقع في تقديم سمات مناسبة يمكن تخصيصها على نحو يحفظ خصوصية الأفراد. ومنذ ذلك الحين، صارت لدى المستخدمين القدرة على التحكم في نوع البيانات التي يمكن تبادلها مع الأصدقاء بصورة تلقائية. فضلاً عن ذلك، فإنه يمكن للمستخدمين منع أصدقائهم من مشاهدة التحديثات التي تطرأ على أنواع محددة من الأنشطة التي يقومون بها مثل التغيير في الملف الشخصي أو الرسائل المكتوبة على لوحات الحائط الخاص بهم ولأصدقاء الذين أُضيفوا مؤخرًا.
من أشهر التطبيقات على موقع فيسبوك تطبيق Photos، حيث يُمَكّن المستخدمين من تحميل الألبومات والصور إلى الموقع. يوفر فيسبوك لمستخدميه إمكانية تحميل كم هائل من الصور إلى الموقع مقارنة بالمواقع الأخرى التي تقدم خدمات استضافة الصور مثل موقعي «فوتوباكيت» و«فليكر» الذين يضعان حدًا لعدد الصور التي يسمح للمستخدم بتحميلها.في الماضي، كان عدد الصور التي يمكن للمستخدمين تحميلها على الموقع يقتصر على 60 صورة للألبوم الواحد. وعلى الرغم من ذلك، فقد ذكر بعض المستخدمين أنه يمكنهم إنشاء ألبومات بحد جديد للصور قد يصل إلى 200 صورة. وحتى الوقت الراهن، لم يتمكن أحد من تحديد السبب وراء إمكانية تحميل بعض الأعضاء لعدد يصل إلى 200 صورة للألبوم، في حين لا يمكن للآخرين القيام بذلك. يمكن ضبط إعدادات الخصوصية للألبومات الفردية، وبالتالي الحد من مجموعات المستخدمين الذي يمكنهم مشاهدة ألبوم معين. فعلى سبيل المثال، يمكن ضبط إعدادات الخصوصية لألبوم ما بحيث تتيح لأصدقاء المستخدم فقط مشاهدة الألبوم، بينما يمكن ضبط إعدادات الخصوصية في ألبوم آخر على نحو يتيح لجميع مستخدمي فيسبوك مشاهدة هذا الألبوم. من السمات الأخرى الخاصة بتطبيقات Photos القدرة على تسمية المستخدمين في صورة ما.فعلى سبيل المثال، إذا كانت إحدى الصور تشتمل على أحد أصدقاء المستخدم، فإنه يمكن للمستخدم تسمية الصديق الموجود في هذه الصورة أو إضافة تعليق ما. وسوف يؤدي ذلك إلى إرسال تنبيه لهذا الصديق بأنه قد تم تسميته، مع تزويده برابط لمشاهدة هذه الصورة.
تم تقديم سمة Facebook Notes أو تعليقات فيسبوك في 22 من شهر أغسطس لعام 2006، وهي سمة متعلقة بالتدوين تسمح بإضافة العلامات والصور التي يمكن تضمينها. وقد تمكن المستخدمون في وقت لاحق من جلب المدونات من مواقع «زانجا» و«لايف جورنال» و"بلوجر" وغيرها من المواقع الأخرى التي تقدم خدمات التدوين. وخلال الأسبوع الذي وافق 7 أبريل 2008، أصدر فيسبوك تطبيق إرسال رسائل فورية إلى شبكات الاتصال باستخدام برنامج Comet وأطلق عليه اسم "Chat"  ويوفر هذا التطبيق للمستخدمين إمكانية التواصل مع أصدقائهم، وهو يشبه في أداء وظيفته برامج إرسال الرسائل الفورية الموجودة على سطح المكتب.
في 8 فبراير عام 2007، أطلق فيسبوك سمة Gifts أو الهدايا، التي تتيح للمستخدمين إرسال هدايا افتراضية إلى أصدقائهم تظهر على الملف الشخصي للمستخدم الذي يقوم باستقبال الهدية. تتكلف الهدايا 1.00 دولار لكل هدية، ويمكن إرفاق رسالة شخصية بها. في 14 مايو من عام 2007، أطلق فيسبوك سمة Marketplace أو السوق الذي يتيح للمستخدمين نشر إعلانات مبوبة مجانية. وقد قامت شركة «سي نت» بمقارنة هذا التطبيق مع موقع كريجزليست، حيث أشارت إلى أن الفارق الرئيسي بينهما يتمثل في أن القوائم التي ينشرها المستخدم باستخدام Marketplace تتم مشاهدتها من قبل المستخدمين من الشبكة نفسها، أما القوائم المنشورة في كريجزليست فيمكن لأي شخص مشاهدتها.
في 20 يوليو من عام 2008، قدم فيسبوك إمكانية "Facebook Beta" ـ نسخة تجريبية من فيسبوك ـ عبارة عن إعادة تصميم مبتكرة لواجهات الاستخدام الخاصة بمستخدميه على شبكات محددة. كما تم دمج سمتي "Mini-Feed" و"Wall"، وتم فصل الملفات الشخصية إلى أجزاء ذات علامات تبويب، كما تم بذل جهد بالغ من أجل التوصل إلى شكل أكثر تنظيمًا. وبعد أن كانت حرية الانتقال إلى الإصدار الجديد متاحة للمستخدمين في بادئ الأمر، فإن فيسبوك بدأ في إحالة المستخدمين إلى هذه النسخة الجديدة اعتبارًا من سبتمبر 2008.
في 11 من شهر ديسمبر لعام 2008، تم الإعلان عن اختبار فيسبوك لطريقة جديدة في تسجيل الدخول بشكل أبسط.

### نظام تشغيل فيسبوك
قام فيسبوك بطرح نظام تشغيل ـ Facebook Platform ـ في 24 مايو من عام 2007، ويعتمد ذلك على توفير إطار عمل لمطوري البرامج من أجل إنشاء تطبيقات يمكن أن تتفاعل مع سمات فيسبوك الرئيسية. كما تم تقديم لغة برمجة تستخدم علامات الترميز أُطلق عليها Facebook Markup Language في الوقت نفسه. ويتم استخدام هذه اللغة من أجل تخصيص الشكل العام للتطبيقات التي يقوم المطورون بإنشائها. وباستخدام التطبيق السابق، تمكن فيسبوك من إصدار العديد من التطبيقات الجديدة مثل Gifts، الذي يتيح للمستخدمين إرسال هدايا افتراضية إلى بعضهم البعض، وتطبيق Marketplace، الذي يتيح للمستخدمين نشر إعلانات مبوبة مجانية، وكذلك تطبيق Events أو أحداث، الذي يوفر للمستخدمين وسيلة لإبلاغ الأصدقاء عن الأحداث المرتقب وقوعها، وأخيرًا تطبيق Video أو فيديو، الذي يوفر إمكانية تبادل أفلام الفيديو المنزلية بين المستخدمين.
- يعد تطبيقا شطرنج وسكرابل من التطبيقات التي تم إنشاؤها على نظام التشغيل، وهذان التطبيقان يتيحان للمستخدمين إمكانية لعب مباريات مع أصدقائهم.[130][131] وجدير بالذكر أن هذه الألعاب غير تزأمنية؛ بمعنى أن *الخطوات التي يقوم بها المستخدم يتم حفظها على الموقع، مع إتاحة الفرصة أمام الطرف الآخر للقيام بالخطوة التالية في أي وقت من الأوقات بدلاً من القيام بها على الفور بعد الخطوة السابقة.[132]
- بحلول الثالث من شهر نوفمبر لعام 2007، كان قد تم تطوير حوالي سبعة آلاف تطبيق على Facebook Platform، فضلاً عن تطوير مائة تطبيق يوميًا.[133] وبحلول المؤتمر السنوي الثاني لمطوري نظام تشغيل F8 في 23 يوليو من عام 2008، فإن عدد التطبيقات كان قد بلغ 33.000،[133] في حين تجاوز عدد المطورين المسجلين 400.000.[134]
- في غضون بضعة أشهر من إصدار نظام التشغيل الخاص بفيسبوك، أثيرت العديد من المشكلات بشأن الرسائل المزعجة، والتي تتضمن تطبيقات خاصة بفيسبوك تطارد المستخدمين وتجعلهم يطلبون تثبيتها.[135] ويعتقد أن ذلك الأمر واحد من الأسباب المحتملة للتراجع في عدد رواد فيسبوك مع بداية عام 2008، حيث قل عدد رواد الموقع في الفترة من ديسمبر 2007 وحتى يناير 2008، وهو ما يعد التراجع الأول للموقع منذ إصداره في عام 2004.
- في أبريل 2011 أعلنت شركة فيسبوك عن إدخال خدمة الفيديو كول بين مستخدميها بالتعاون مع شركة سكايب الشهيرة لمحادثات الدردشة حيث يستفيد مستخدمي فيسبوك البالغ عددهم أكثر من 800 مليون مستخدم بهذه الخدمة من خلال خيار موجود داخل إطار الشات معتمدة على خدمة الفلاش بلاير.
- في سبتمبر2011 أعلن مارك زوكربيرغ من خلال مؤتمر f8 المنعقد في سان فرانسيسكو عن تعديلات جذرية في المحتوى والشكل، حيث أعلن عن خاصية جديدة وهي timeline profile والذي يوفر شكلا جديدا للبروفايل الشخصي معتمدا على الترتيب الزمنى واللحظات التي مر بها الشخص في حياته من صور وفيديوهات وحالات.... إلخ منذ تسجيله في الشبكة وحتى اللحظة بالإضافة إلى الإشارة إلى تاريخ ميلاده وتاريخ التحاقه بالمدرسة أو الجامعة وتخرجه منها والتحاقه بعمل معين وهكذا. وتم تشغيل هذه الخاصية بشكل تجريبي للمستخدمين المطورين للتطبيقات على الشبكة على أن يتم تعميم الخاصية على المستخدمين العاديين لاحقا.

### تطبيقات أجهزة iPhone
كما تم إصدار موقع Facebook iPhone في شهر أغسطس 2007 الذي يقدم طريقة عرض خاصة تناسب جهاز آي فون، وبحلول شهر يوليو 2008، وصل عدد المستخدمين إلى 1.5 مليون فرد يقومون باستخدامه بصورة منتظمة. كما تم طرح تطبيق مجاني لأجهزة آي فون وiPod Touch أطلق عليه اسم "Facebook for iPhone"، وذلك في يوليو من عام 2008.

#### تطبيق روومز
تطبيقا جديدا يحمل اسم «روومز»، يسمح للمستخدمين بالدخول إلى غرف الدردشة باستخدام أسماء مستعارة.
ولا يتطلب التطبيق أن يتوفر لدى المستخدم حساب على الفيسبوك، ويتيح للمستخدمين إرسال رسائل نصية وتبادل الصور ومقاطع الفيديو دون استخدامهم لأسمائهم الحقيقية في غرف الدردشة التي تم إنشاؤها باستخدام اسم مستعار.
ولا يسمح هذا التطبيق للمستخدمين بالدردشة بدون استخدام أسماء مثل بعض البرامج الأخرى مثل «سيكرت» أو «ويسبر،» بل ولكن يسمح لهم بالدردشة مع الأشخاص الذين لديهم اهتمامات متشابهة.
وقال جوش ميلر مدير المنتجات في فيسبوك إن «تطبيق رومز يتيح لك إنشاء أماكن للأشياء التي تستحوذ على اهتمامك وتدعو الآخرين الذين لديهم اهتمام بهذه الأشياء أيضا.»

## المنصة
منصة فيس بوك أو Facebook Platform هي مجموعة من الخدمات والأدوات والمنتجات التي توفرها خدمة التواصل الاجتماعي فيس بوك لمطوري الطرف الثالث لإنشاء تطبيقاتهم وخدماتهم الخاصة التي تصل إلى البيانات في فيس بوك.
تم إطلاق منصة فيس بوك الحالية في عام 2010. وهي توفر مجموعة من واجهات وأدوات البرمجة التي تمكن المطورين من الاندماج مع 'الرسم البياني الاجتماعي' المفتوح للعلاقات الشخصية وأشياء أخرى مثل الأغاني والأماكن وصفحات Facebook. يُسمح للجميع بتخصيص موقع facebook.com والمواقع الخارجية والأجهزة للوصول إلى الرسم البياني.

### تاريخ المنصة
أطلق فيس بوك المنصة في 24 مايو 2007، لتوفير إطار عمل لمطوري البرامج لإنشاء تطبيقات تتفاعل مع ميزات فيس بوك الأساسية. تم تقديم لغة ترميزية تسمى Facebook Markup Language في وقت واحد ؛ يتم استخدامه لتخصيص «الشكل والمظهر» للتطبيقات التي ينشئها المطورون. باستخدام المنصة، أطلق Facebook العديد من التطبيقات الجديدة، بما في ذلك الهدايا، مما يسمح للمستخدمين بإرسال هدايا افتراضية لبعضهم البعض، Marketplace، مما يسمح للمستخدمين بنشر إعلانات مبوبة مجانية، أحداث Facebook، مما يتيح للمستخدمين طريقة لإبلاغ أصدقائهم حول الأحداث القادمة، الفيديو، السماح للمستخدمين بمشاركة مقاطع الفيديو محلية الصنع مع بعضهم البعض، ولعبة الشبكات الاجتماعية، حيث يمكن للمستخدمين استخدام اتصالاتهم مع الأصدقاء لمساعدتهم على التقدم في الألعاب التي يلعبونها. تجمع العديد من ألعاب الشبكة الاجتماعية المبكرة الشائعة بين القدرات. على سبيل المثال، واحدة من الألعاب المبكرة التي وصلت إلى أفضل موقع للتطبيق، (Lil) Green Patch، قامت بجمع الهدايا الافتراضية مع إشعارات الأحداث للأصدقاء والمساهمات في الجمعيات الخيرية من خلال Causes.
تقدم شركات الطرف الثالث مقاييس للتطبيق، ونشأت عدة مدونات استجابةً لمطالب تطبيقات فيس بوك. في 4 تموز (يوليو) 2007، أعلنت Altura Ventures عن 'Altura 1 Facebook Investment Fund'، لتصبح أول شركة في العالم لرأس المال الاستثماري على فيس بوك فقط.
في 29 أغسطس 2007، غيّر فيس بوك الطريقة التي يتم بها قياس شعبية التطبيقات، لإيلاء الاهتمام للتطبيقات الأكثر جاذبية، بعد النقد بأن تصنيف التطبيقات فقط من خلال عدد الأشخاص الذين قاموا بتثبيت التطبيق يعطي ميزة لل تطبيقات فيروسية للغاية، لكنها غير مجدية.انتقدت مدونة التكنولوجيا Valleywag تطبيقات فيس بوك، ووصفتها بأنها 'وفرة من عدم الجدوى.' ودعا آخرون إلى الحد من تطبيقات الطرف الثالث حتى لا تتدهور تجربة مستخدم فيس بوك.

### الشركات المصنعة للمنصة
ابتداءً من عام 2007، شكل فيس بوك شراكات لتبادل البيانات مع 60 مصنعًا على الأقل للهاتف، بما في ذلك شركة أبل وأمازون وبلاك بيري ومايكروسوفت وسامسونج. تم تزويد هؤلاء المصنّعين ببيانات مستخدم فيس بوك دون موافقة المستخدمين. ظلت معظم الشراكات سارية المفعول اعتبارًا من عام 2018، عندما تم الإبلاغ عن الشراكات أولاً.

## قبول الموقع لدى المستخدمين
وفقًا لما ذكرته شركة «كومسكور»، يعد فيسبوك أشهر موقع للتواصل الاجتماعي، وذلك استنادًا إلى على عدد المستخدمين الجدد الذين يرتادون شهريًا، حيث تخطى منافسه الرئيسي ماي سبيس في أبريل من عام 2008. وقد أشارت «كومسكور» إلى أن فيسبوك تمكن من اجتذاب 132.1 مليون من المستخدمين الجدد في يوليو من عام 2008، مقارنةً بموقع «ماي سبيس» الذي اجتذب 117.6 مليون مستخدم.
ووفقًا للإحصائيات التي قام بها موقع "أليكسا"، فإن ترتيب الموقع بين جميع المواقع المتاحة قد ارتفع من المركز الستين ليحتل المركز السابعة من حيث مدى إقبال المستخدمين عليه على مستوى العالم، وذلك في الفترة من سبتمبر 2006 وحتى سبتمبر 2007، ويحتل الموقع حاليًا المركز الثاني. وتضع مؤسسة كوانتكاست لتقييم المواقع الإليكترونية فيسبوك في المركز الخامس عشر في الولايات المتحدة وفقًا لإقبال المستخدمين عليه،  بينما يضعه موقع كومبيت في المركز الرابع عشر في الولايات المتحدة. ويعد فيسبوك من أشهر المواقع من حيث تحميل الصور، حيث يتم تحميل 14 مليون صورة إلى الموقع يوميًا.
يعد فيسبوك أكثر مواقع التواصل الاجتماعي شعبية في العديد من الدول الناطقة باللغة الإنجليزية، ومن بينها كندا والمملكة المتحدة. وعلى الرغم من ذلك، فإن عدد مستخدمي الموقع في الولايات المتحدة الأمريكية بلغ 36 مليون مستخدم فحسب مقارنةً بحوالي 73 مليون مستخدم لموقع ماي سبيس. وقد نال الموقع العديد من الجوائز، حيث كان واحدًا من بين «أفضل 100 موقع كلاسيكي»، وهي المسابقة التي نظمتها مجلة بي سي عام 2007، كما نال جائزة "People's Voice Award"، إحدى جوائز ويبي عام 2008. وفي دراسة أجرتها مؤسسة ستيودنت مونيتور عام 2006، وهي شركة متخصصة في دراسة توجهات الطلبة في الجامعات تتخذ من ولاية نيوجيرسي مقرًا لها، وجد أن فيسبوك يحتل المرتبة الثانية في الشعبية بين طلبة الجامعات مقترنًا بشراب البيرة، وذلك بعد أجهزة آي بود في المرتبة الأولى.

### اعتراف المحاكم بالموقع
في شهر ديسمبر من عام 2008، قضت المحكمة العليا لمقاطعة العاصمة الأسترالية بأن فيسبوك يمثل بروتوكولاً صالحًا لتقديم إخطارات المحكمة إلى المدعى عليهم. ويعتقد أن هذا هو أول حكم قضائي في العالم يشير إلى الاستدعاءات التي تقدم من خلال فيسبوك على أنها ملزمة من الناحية القانونية.
في مارس من عام 2009، أجاز ديفيد جيندال قاضي المحكمة العليا في نيوزيلندا تقديم شركة «آكس ماركت جاردن» للأوراق القانونية التي تثبت إدانة المدعى عليه كريج آكس عن طريق فيسبوك.

### الانتقادات الموجهة إلى الموقع
تعرض موقع فيسبوك للكثير من الانتقادات على مدار السنوات القليلة الماضية. ففي أكتوبر من عام 2005، قامت جامعة نيو مكسيكو بحظر الدخول إلى الموقع من أجهزة الحاسوب والشبكات الخاصة بالحرم الجامعي. وقد أشارت الجامعة إلى أن السبب وراء ذلك الحظر يتمثل في انتهاك سياسة الاستخدام المقبول للإنترنت والخاصة بالجامعة وذلك فيما يتعلق بإساءة استخدام الموارد المتاحة على شبكة الإنترنت، علاوةً على أن الموقع يفرض استخدام وثائق التفويض الخاصة بالجامعة في أنشطة لا تتعلق بالجامعة. وفي وقت لاحق، قامت الجامعة بإلغاء الحظر الذي فرضته من قبل على استخدام الموقع وذلك بعد أن تمكن القائمون على إدارة الموقع من معالجة الموقف من خلال عرض إخطار على صفحة الدخول ينص على أن وثائق التفويض التي تستخدم على الموقع ليس لها علاقة بوثائق التفويض المستخدمة في الحسابات الخاصة بالكلية. علاوةً على ما سبق، قامت حكومة أونتاريو بحظر دخول الموظفين إلى الموقع في مايو من عام 2007، حيث ذكرت أن الموقع «لا يمت لمكان العمل بصلة مباشرة».
في 1 يناير عام 2008، قامت إحدى المجموعات على موقع فيسبوك بالإفصاح عن هوية ستيفاني رينجيل؛ تلك الفتاة التي قُتِلت في ولاية تورونتو، والتي لم تكن أسرتها قد أعطت تصريحًا لشرطة تورنتو بعد بنشر اسمها أو أسماء المتهمين في القضية إلى وسائل الإعلام - وذلك على الرغم من أنه يحظر نشر أسماء القصر الذين تتم إدانتهم في إحدى القضايا بموجب قانون العدالة الجنائية للأحداث. وعلى الرغم من محاولات الشرطة وكذلك القائمين على الموقع الالتزام بقواعد الخصوصية عن طريق حذف اسم الفتاة، فإنهم قد لاحظوا صعوبة القيام بذلك حيث تتم إعادة نشر البيانات مرة أخرى كلما تم حذفها.
ونظرًا لطبيعة فيسبوك التي تتيح دخول أي فرد إليه، فإن العديد من الدول قامت بحظر الدخول إلى الموقع ومن بينها سوريا وإيران. وقد ذكرت الحكومة السورية أن قرار الحظر جاء استنادًا إلى قيام البعض بالتحريض على شن هجمات ضد السلطات من خلال الموقع. إضافةً إلى ذلك، فإن الحكومة السورية تخشى التسلل الإسرائيلي للشبكات الاجتماعية في سوريا من خلال فيسبوك. كما أنه تم استخدام فيسبوك من قبل بعض المواطنين السوريين لتوجيه الانتقادات إلى الحكومة، حيث أن توجيه انتقاد علني للحكومة السورية يعد جريمة يعاقب عليها بالسجن. وفي إيران، تم حظر استخدام الموقع بسبب مخاوف من أن يتم استغلال الموقع في تنظيم حركات معارضة للحكومة.
في يوم 5 فبراير لعام 2008، تم إلقاء القبض على مواطن مغربي يدعى فؤاد مرتضى بتهمة إنشاء ملف شخصي زائف على فيسبوك باسم مولاي رشيد أمير المغرب.
في شهر سبتمبر 2019، نشرت مؤسسة إمباكت الدولية لسياسات حقوق الإنسان دراسة قالت فيها إن شركة فيسبوك تُضطر للالتزام بسياساتٍ تفرضها عليها بعض الحكومات في الشرق الأوسط مقابل السماح لها بتقديم خدماتها داخل حدود بلدانها، الأمر الذي يُهدد سلامة وأمن النشطاء والمعارضين ويُعرض حقوقهم في حريات الرأي والتعبير والفكر للخطر. ففي إسرائيل، على سبيل المثال، وبعد ثلاثة أعوامٍ على افتتاح مقر لشركة فيسبوك فيها، اجتمع ممثلون من فيسبوك مع وزيرة القضاء الإسرائيلية «ايليت شاكيد» ووزير الأمن العام الإسرائيلي «جلعاد اردان»، والذي يقود محاربة حركة مقاطعة المنتجات الإسرائيلية. ووفقًا لتصريحٍ صادر عن مكتب رئيس الوزراء الإسرائيلي «بنيامين نتنياهو» وقتها، فقد كان هدف هذا اللقاء «التعاون لمواجهة التحريض على الإرهاب والقتل.»، لتُغلق بعدها عشرات الصفحات لوسائل إعلامية فلسطينية وناشطين فلسطينيين في الضفة الغربية وقطاع غزة.

#### سمة بيكون
أعلن موقع فيسبوك عن إطلاق سمة فيسبوك بيكون (بالإنجليزية: Facebook Beacon) في 7 نوفمبر من عام 2007، وهي مبادرة تسويقية تتيح للمواقع المختلفة الإعلان عن الأنشطة التي يقوم بها المستخدمون على ملفاتهم الشخصية في فيسبوك في صورة إعلانات اجتماعية بهدف الترويج للمنتجات. ومع إصدار سمة بيكون، صرح القائمون على إدارة فيسبوك بأنه «لن يتم تبادل أية بيانات شخصية مع أي معلن عند إنشاء إعلان اجتماعي»، كما أضاف «سوف يتمكن مستخدموا موقع فيسبوك من مشاهدة الإعلانات الاجتماعية حتى الحد الذي يقوم أصدقاؤهم عنده بتبادل البيانات معهم». وبعد موجة الانتقادات التي تم توجيهها إلى فيسبوك بسبب جمع كم كبير من بيانات المستخدمين للمعلنين على عكس ما تم الإعلان عنه من قبل، قدم زوكربيرغ اعتذارًا علنيًا في 5 ديسمبر من عام 2007 عن الطريقة التي تم إطلاق Beacon من خلالها قائلاً «إن طرح السمة في صورتها الأولى كنظام يتيح إلغاء الاشتراك به بدلاً من قبول الاشتراك فيه يمثل مشكلةً بالنسبة للمستخدمين، حيث إنه إذا نسى أحد المستخدمين إلغاء مشاركة بيانات معينة مع الآخرين، فإن Beacon سيواصل مشاركة هذه البيانات معهم.»

#### الخصوصية
ولقد أثيرت العديد من المخاوف بشأن استخدام موقع فيسبوك وسيلةً للمراقبة واستخراج البيانات. فقد تمكن طالبان من معهد ماساتشوستس للتكنولوجيا من تنزيل ما يزيد عن 70.000 ملف شخصي من فيسبوك من أربع كليات مختلفة (معهد ماساتشوستس للتكنولوجيا وجامعة نيويورك وجامعة أوكلاهوما وجامعة هارفارد) باستخدام سكربت شل مؤتمت، وهو عبارة عن نص برمجي يعمل تلقائيًا، جزءً من مشروع بحث عن موضوع الخصوصية في فيسبوك والذي نشر في 14 ديسمبر من عام 2005. كذلك، فإن إمكانية استخراج البيانات ما زالت متاحة، كما ثبت في شهر مايو من عام 2008، عندما أوضح برنامج كليك على قناة بي بي سي أنه يمكن سرقة البيانات الشخصية الخاصة بمستخدمي فيسبوك وبأصدقائهم من خلال إرسال تطبيقات خبيثة.
وقد انتقد أنصار الحفاظ على السرية اتفاق الموقع فيما يتعلق بالتزامه بالسرية وحفاظه على الخصوصية والذي ينص على ما يلي: «ربما نستخدم البيانات الخاصة بك والتي نقوم بجمعها من مصادر أخرى ومن بينها، على سبيل المثال لا الحصر، الصحف ومصادر الإنترنت مثل المدونات وخدمات المراسلة الفورية ومن مطوري نظام تشغيل Facebook ومستخدمي فيسبوك الآخرين من أجل استكمال ملفك الشخصي.» ثمة عبارة أخرى تلقت نقدًا شديدًا فيما يتعلق بحق فيسبوك في بيع بيانات المستخدم إلى الشركات الخاصة حيث تنص على: «قد نتبادل البيانات الخاصة بك مع أطراف أخرى ومن بينها الشركات الجديرة بالثقة والتي نقوم بالتعامل معها.» وقد قام كريس هيوز، المتحدث الرسمي باسم فيسبوك، بالرد على هذه المخاوف قائلاً، «لم نقم من قبل مطلقًا بتزويد أطراف آخرين بالبيانات الخاصة بمستخدمي الموقع، ولا نعتزم القيام بذلك على الإطلاق.»
كما أثيرت بعض المخاوف بشأن صعوبة قيام المستخدمين بحذف حقوق الدخول أو الحسابات الخاصة بهم عند الرغبة في ذلك. فقبل ذلك، أتاح فيسبوك للمستخدمين «إلغاء تنشيط» حساباتهم فحسب، بحيث لا يتم عرض ملفاتهم الشخصية بعدها. وعلى الرغم من ذلك، فإن أية معلومات قام المستخدم بإدخالها إلى الموقع وعلى ملفه الشخصي ستظل موجودة على وحدات الخدمة الخاصة بالموقع. وقد أثار هذا الأمر حفيظة العديد من المستخدمين الذين كانوا يرغبون في حذف حساباتهم بصورة دائمة، حيث استشهدوا ببعض الأسباب التي دفعتهم إلى ذلك، كعدم القدرة على محو الملفات الشخصية التي تتضمن بيانات محرجة أو شديدة الخصوصية، وذلك مع دخولهم سوق العمل وخوفهم من أن يتمكن أصحاب العمل من الوصول إلى تلك الملفات. وقد قام فيسبوك بتغيير السياسات الخاصة بحذف حسابات مستخدميه في 29 فبراير عام 2008، حيث أتاح للمستخدمين إمكانية الاتصال بالموقع لطلب حذف الحسابات الخاصة بهم بصورة دائمة.

#### قضية جماعات مؤيدي المافيا
في إيطاليا، تسبب ظهور جماعات مؤيدة للمافيا حالة من القلق في الدولة،  وهو ما دعا الحكومة بعد نقاش قصير إلى سرعة إصدار قانون يلزم مزودي خدمة الإنترنت بمنع الدخول إلى مواقع بأكملها في حالة رفض حذف المحتويات غير القانونية؛ ويمكن المطالبة بهذا الحذف من قبل المدعي العام في أية قضية يكون بها شبهة نشر قول جنائي (سواء أكان دفاعًا أم تحريضًا على جريمة) على أحد المواقع. وقد وافق مجلس الشيوخ على التعديل في 5 فبراير عام 2008، ولا يزال الآن بحاجة إلى الموافقة عليه دون تغيير من قبل  الهيئة التشريعية الأخرى في المجلس ليصبح نافذًا على الفور.
وقد تم توجيه النقد من قبل فيسبوك وغيره من المواقع الأخرى، ومن بينها جوجل،  لهذا التعديل مؤكدين على عواقبه الوخيمة على حرية التعبير لأولئك المستخدمين الذين لم يقوموا بخرق أي من القوانين.

## فيلم فيسبوك
أكدت إدارة شركة «سوني بيكتشرز» والسينارسيت الأمريكي آرون سوركين مؤلف المسلسل التلفازي الشهير «ذا ويست وينج» أنهما بصدد إنتاج فيلم سينمائي «حول مؤسسي موقع التواصل الاجتماعي فيسبوك». وقد قام سوركين بإنشاء حساب خاص على الموقع معلنًا، «في الحقيقة، لا أعلم كيفية القيام بالأمر، وهو ما دعاني إلى أن أكون أحد رواد ذلك الموقع». ومن المتوقع أن يقوم سكوت رودين بإنتاج الفيلم الذي لم يتم تحديد اسمه بعد. ووفقًا لما ذكرته صحيفة تليجراف، فإنه من المتوقع أن يركز الفيلم على زوكربيرغ، كما أن 2.500 من مستخدمي فيسبوك قاموا بالانضمام إلى مجموعة الفيلم للإدلاء بمقترحاتهم بشأن حول سيناريو الفيلم ولطلب المشاركة في أحد الأدوار به. وسرعان ما قامت شركة سوني بدحض الادعاءات القائلة إن الفيلم ما هو إلا خدعة (خاصةً بعد تصريح البعض بأن حساب سوركين على الموقع قد يكون وهميًا)، حيث أعلن ستيف إلزر المتحدث باسم الشركة «نحن بصدد الإعداد للفيلم الذي تم الإعلان عنه». وعلى الرغم من ذلك، فإن المتحدث الرسمي باسم فيسبوك صرح، «إننا نواجه عروضًا متكررة من كتاب السيناريو وصانعي الأفلام المهتمين بنشر قصة فيسبوك، إننا لم نوافق حتى هذه اللحظة على التعاون مع أية جهة بشأن إنتاج مثل هذا الفيلم، ولكننا بالطبع مسرورون بسبب ما يلقاه الموقع من اهتمام. وقد تم عرض الفيلم باسم the social network خلال عام 2010 وحاز على 6 جوائز : أفضل صورة، أفضل ممثل، أفضل ممثل مساعد، أفضل مخرج، أفضل سيناريو وأفضل نتيجة»

## الدعاوى القضائية

### شركة كونكت يو
في عام 2004، قامت شركة «كونكت يو» التي أسسها مجموعة من أصدقاء زوكربيرغ برفع دعوى قضائية ضد موقع فيسبوك، حيث ذكرت الشركة أن زوكربيرغ قد دخل بعقد شفوي تم بينهم بشأن تأسيس فيسبوك، وأنه قام بسرقة الأفكار التي وضعوها حول الموقع،  واستخدام الكود الرئيسي الخاص بهم. وقد توصلت الأطراف المتنازعة إلى اتفاق تسوية سري في شهر فبراير من عام 2008. وفي عام 2008، حاولت شركة «كونكت يو» إبطال تلك التسوية ولكن دون جدوى، حيث ادعت أن فيسبوك قلل من قيمته الحقيقية عند إجراء مفاوضات التسوية. وعلى الرغم من أن ذلك الاتفاق عقد سرًا، فإن الشركة القانونية التي تمثل كونكت يو أعلنت من دون قصد عن قيمة التسوية والتي بلغت 65 مليون دولار.

### موقع «ستودي في زد»
قام فيسبوك في 18 يوليو 2008، برفع دعوى قضائية ضد موقع «ستودي في زد» أمام إحدى المحاكم الفيدرالية في ولاية كاليفورنيا بدعوى قيام الموقع بسرقة الشكل العام والسمات والخدمات الخاصة بفيسبوك. وقد نفى موقع «ستودي في زد» تلك الادعاءات، وطالب بإصدار حكم تفسيري من المحكمة الإقليمية بمدينة شتوتغارت بألمانيا.

### جرانت رافائيل
في 24 يوليو من عام 2008، أمرت المحكمة العليا في لندن جرانت رافائيل بدفع مبلغ 22.000 جنيه إسترليني بتهمة انتهاك الخصوصية والتشهير. كان رافائيل قد قام بنشر صفحة وهمية على فيسبوك زاعمًا أنها لزميله في العمل وزميله في الدراسة سابقًا ماثيو فيرشت الذي اختلف معه رفائيل في عام 2010. وقد ذكرت هذه الصفحة الوهمية أن فيرشت يعاني من شذوذ جنسي وأنه غير جدير بالثقة. ويعتقد أن هذه القضية هي الأولى من نوعها في إصدار حكم بتهمة انتهاك الخصوصية والتشهير من خلال الدخول إلى أحد مواقع التواصل الاجتماعي.

### آدم جوربوز
تم الحكم لصالح موقع فيسبوك في قضية كان قد رفعها ضد آدم جوربوز في مونتريال حيث تلقى تعويضًا بمبلغ 873 مليون دولار. كان جوربوز قد قام بنشر كم هائل من الإعلانات الخاصة بتحسين الكفاءة الجنسية لدى الرجال والترويج للماريجوانا. ويذكر أن جوربوز هو مؤسس شركة أتلانتيس بلو كابيتال.

### أليساندرو ديل بييرو
في 9 فبراير عام 2009، تم التصريح بأن أليساندرو ديل بييرو لاعب كرة القدم بنادي جوفنتوس الإيطالي أقام دعوى ضد موقع فيسبوك بسبب نشر ملف شخصي وهمي يحمل اسمه ويرتبط بمجموعة من مواقع الدعاية إلى النازية. وقد ذكر أن اللاعب الإيطالي قد شعر بأسى بالغ لأن الحساب الوهمي الذي يحمل صورته يتضمن تعاطفًا مع النازيين الجدد. وقد ذكر ديل بييرو أنه لم يقم مطلقًا بإنشاء حساب على فيسبوك.

## التأثير

### حفظ البيانات

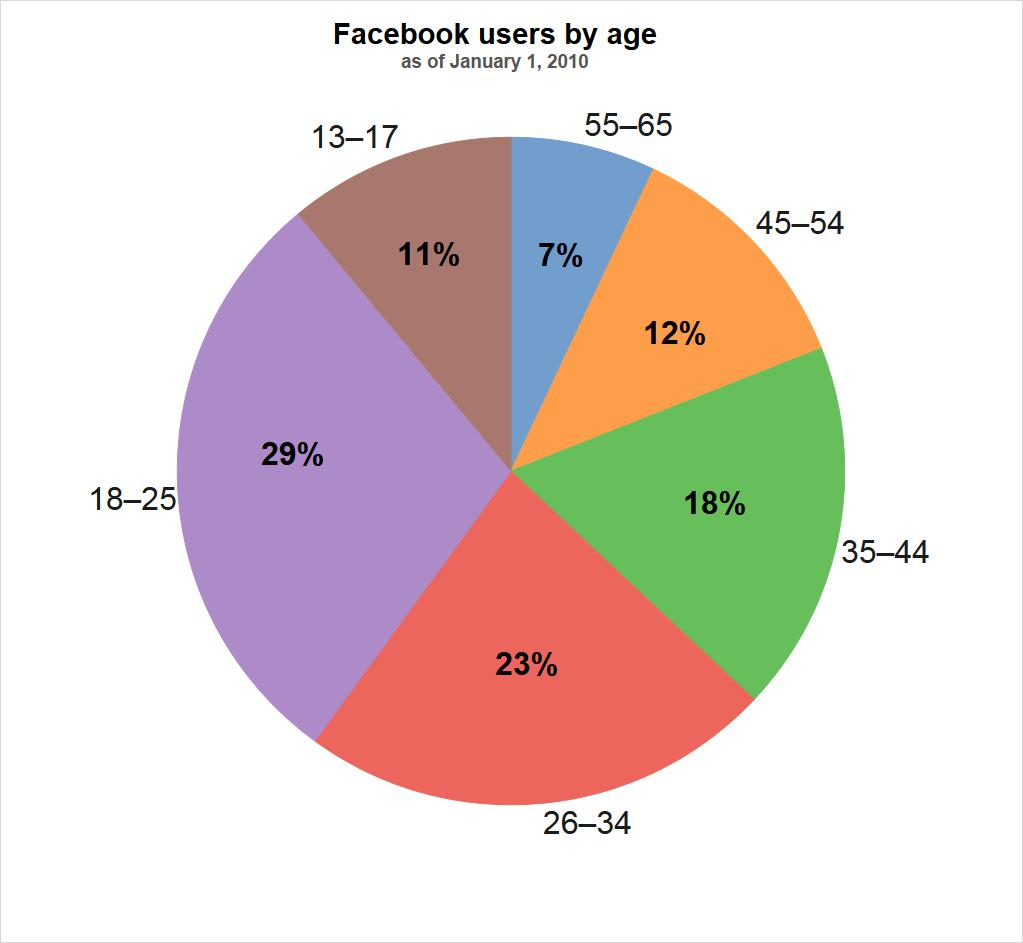
نسبة مستخدمي فيسبوك بحسب الفئة العمرية (إحصاء عام 2010)

أشار أحد المعلقين في صحيفة واشنطن بوست إلى أن فيسبوك يشكل مستودعًا ضخمًا للمعلومات التي توثق ردود أفعالنا تجاه الأحداث وعاداتنا المتطورة بطرق سريعة وفورية لا يمكن للمؤرخين السابقين إلا أن يحلموا بها. تتمتع المنصة بالقدرة على الحفاظ على لقطات حية ودقيقة لحياة البشر، متجاوزة أي سجلات أسلاف موجودة من حيث الوضوح والعمق وهي معلومات مهمة للغاية خاصة لعلماء الأنثروبولوجيا والباحثين والمؤرخين الاجتماعيين، شريطة أن يتم الحفاظ عليها وتنظيمها بشكل مناسب.

### الاقتصاد
لاحظ الاقتصاديون أن فيسبوك يقدم العديد من الخدمات غير التنافسية التي يستفيد منها أكبر عدد من المستخدمين المهتمين دون إجبار المستخدمين على التنافس مع بعضهم البعض. وعلى النقيض من ذلك، فإن معظم السلع متاحة لعدد محدود من المستخدمين. على سبيل المثال، إذا اشترى أحد المستخدمين هاتفًا، فلن يتمكن أي مستخدم آخر من شراء هذا الهاتف. هناك ثلاثة مجالات تضيف أكبر الأثر الاقتصادي: منافسة المنصات، والسوق، وبيانات سلوك المستخدم.
بدأ فيسبوك في تقليل تأثيره الكربوني بعد أن هاجمته منظمة السلام الأخضر بسبب اعتماده على المدى الطويل على الفحم وما ينتج عنه من انبعاثات كربونية. في عام 2021، أعلن فيسبوك أن عملياته العالمية مدعومة بالطاقة المتجددة بنسبة 100 بالمائة وقد وصل صافي الانبعاثات إلى الصفر، وهو الهدف المحدد في عام 2018.

### الثقافة
كان فيسبوك ومؤسسه مارك زوكربيرج موضوعين بارزين في أشكال مختلفة من وسائل الإعلام، بما في ذلك الموسيقى والأدب والسينما والتلفزيون. في عام 2010 صدر فيلم "الشبكة الاجتماعية" من إخراج ديفيد فينشر وكتبه آرون سوركين، لعب جيسي أيزنبرغ في الفيلم دور زوكربيرج. وقد حصل الفيلم على ثلاث جوائز أوسكار وأربع جوائز غولدن غلوب.
في عام 2008، أطلق قاموس كولينز الإنجليزي على "فيسبوك" لقب كلمة العام. في ديسمبر 2009، اختار قاموس أكسفورد الأمريكي الجديد كلمة "إلغاء الصداقة" لتكون كلمة العام، وعرّفها بأنها: "إزالة شخص ما من قائمة الأصدقاء على أحد مواقع التواصل الاجتماعي مثل فيسبوك".

### إنترنت.أورغ

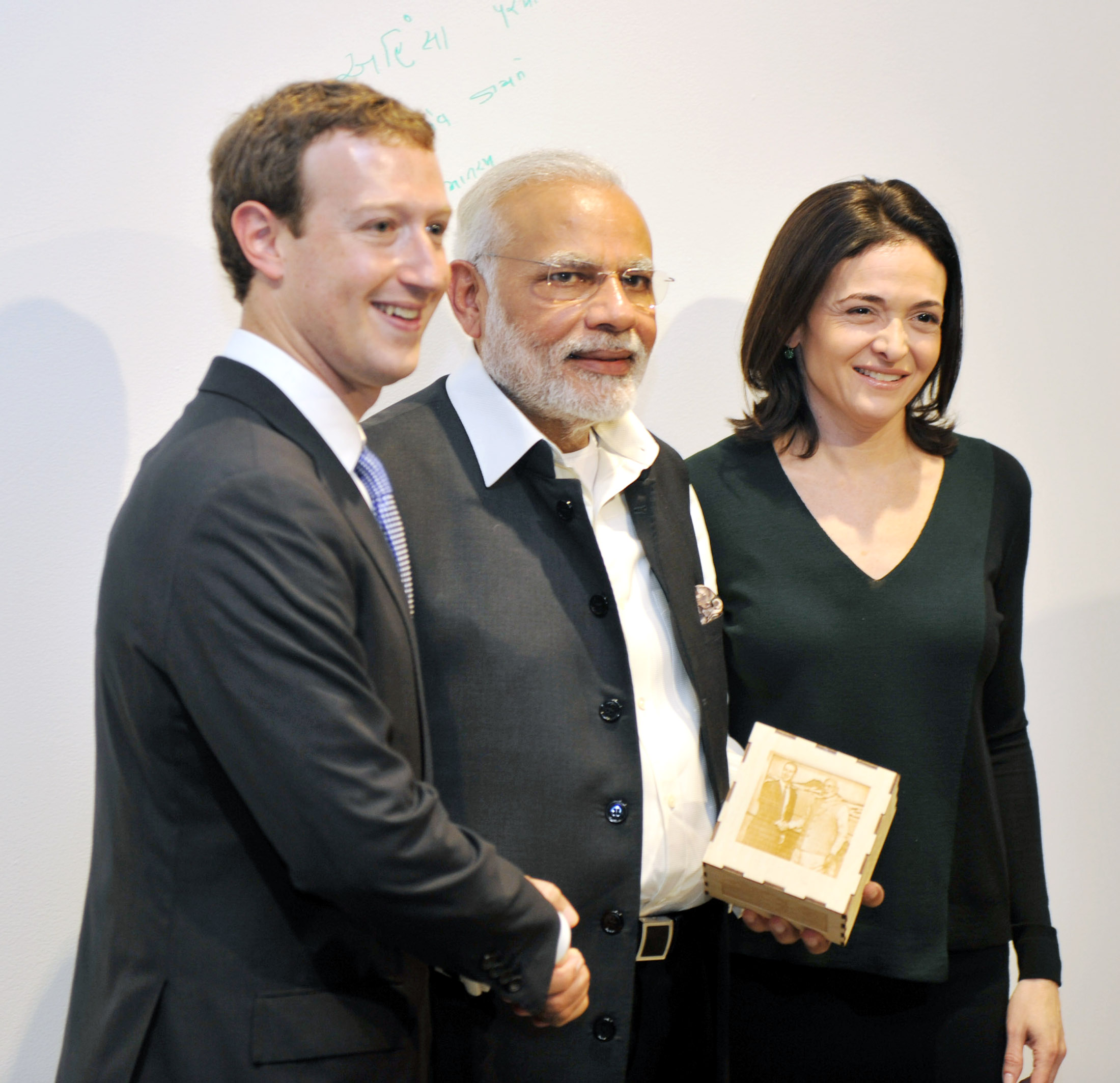
رئيس الوزراء الهندي ناريندرا مودي مع مارك زوكربيرج، في المقر الرئيسي لشركة فيسبوك، في سان خوسيه، كاليفورنيا في 27 سبتمبر 2015

في أغسطس 2013، أسس فيسبوك موقع إنترنت.أورغ (Internet.org) بالتعاون مع ست شركات تكنولوجيا أخرى بهدف التخطيط والمساعدة في بناء إمكانية الوصول إلى الإنترنت بأسعار معقولة في البلدان النامية. تتضمن الخدمة التي تسمى Free Basics العديد من تطبيقات النطاق الترددي المنخفض مثل أكيو للطقس (AccuWeather)، ومركز الطفل (BabyCenter)، وبي بي سي نيوز (BBC News)، وإي إس بي إن (ESPN)، ومايكروسوفت بينغ (Bing).
ومع ذلك، واجه موقع Internet.org معارضة كبيرة في الهند، حيث أُطْلِقَ بالشراكة مع شركة اتصالات ريلانس في عام 2015 ولكنه حظر بعد عام من قبل هيئة تنظيم الاتصالات في الهند (TRAI). في عام 2018، ادعى زوكربيرج أن جهود موقع إنترنت.أورغ قد ساعدت ما يقرب من 100 مليون شخص في الوصول إلى الإنترنت، والذين ربما لم يكونوا قادرين على الوصول إليه بطريقة أخرى.

### البيئة
في عام 2021؛ أعلن فيسبوك أنه سيبذل جهدًا لوقف المعلومات المضللة حول تغير المناخ. ولتحقيق هذا الهدف ستستخدم الشركة قواعد البيانات في جامعة جورج ماسون وبرنامج ييل للاتصالات المتعلقة بتغير المناخ وجامعة كامبريدج كمصادر للمعلومات. كما ستعمل الشركة على توسيع مركز المعلومات الخاص بها حول المناخ ليشمل 16 دولة، وسيتم توجيه المستخدمين في البلدان الأخرى إلى موقع برنامج الأمم المتحدة للبيئة للحصول على معلومات مناخية موثوقة.

## صفحات الفيسبوك الأكثر متابعة
اعتبارًا من أكتوبر 2018، الصفحة الأكثر متابعة هي صفحة فيسبوك الخاصة مع أكثر من 183 مليون متابع. الصفحة الثانية الأكثر متابعة هو لاعب كرة القدم البرتغالي كريستيانو رونالدومع أكثر من 164 مليون متابع، الصفحة التالثة هي صفحة سامسونج بأكثر من 162 مليون حتى يونيو 2023.
يمكن أن يكون عدد «الإعجابات» على فيسبوك بمثابة مقياس للاهتمام أو الشعبية في علامة تجارية أو منتج أو شخصية معينة، على الرغم من وجود تقارير عن «الأهمية الزائدة» للإعجابات. نظرًا لدور وسائل الإعلام الاجتماعية وسيلةً مؤثرة في تشكيل السمعة،  هناك شركات متخصصة في بيع «الإعجابات» من الحسابات المزيفة. وقد تسبب هذا في مشكلات للشركات التي تعلن على فيسبوك، بسبب تلقي وفرة من الإعجابات (بدون مصداقية)، التي تشوه مقاييس المستخدم الفعلية. تنص اتفاقية شروط خدمة فيسبوك على أنه لا يُسمح للمستخدمين إلا بامتلاك صفحة شخصية واحدة، ولديها «حرب» مستمرة ضد الحسابات المزيفة. قدرت تقديرات مايو 2015 عدد الحسابات المزيفة بـ 170 مليون، ووجدت دراسة سيمانتيك في سبتمبر 2011 أن 15% من 3.5 مليون مشاركة فيديو تم إجراؤها من خلال الإعجابات المزيفة.
| المرتبة | إسم الصفحة                 | المتابعون (مليون) | الإعجابات (مليون) | الصفة                    | البلد/الدولة     |
| ------- | -------------------------- | ----------------- | ----------------- | ------------------------ | ---------------- |
| 1       | فيسبوك                     | 216               | 214               | وسائل تواصل اجتماعي      | الولايات المتحدة |
| 2       | سامسونج                    | 159               | 159               | شركة لصنع الأجهزة الذكية | كوريا الجنوبية   |
| 3       | كريستيانو رونالدو          | 126               | 122               | لاعب كرة قدم             | البرتغال         |
| 4       | ريال مدريد                 | 109               | 111               | نادي كرة قدم             | إسبانيا          |
| 5       | شبكة تلفزيون الصين الدولية | 106               | 106               | شبكة تلفزيون             | الصين            |
| 6       | كوكا كولا                  | 106               | 106               | شركة مشروبات غازية       | الولايات المتحدة |
| 7       | بزفيد                      | 103               | 98                | شركة أخبار إجتماعية      | الولايات المتحدة |
| 8       | نادي برشلونة               | 101               | 103               | نادي كرة قدم             | إسبانيا          |
| 9       | شاكيرا                     | 99                | 99                | مغني                     | كولومبيا         |
| 10      | الصين يوميا                | 95                | 95                | صحيفة                    | الصين            |
| 11      | فين ديزل                   | 94                | 96                | ممثل                     | الولايات المتحدة |
| 12      | مستر بين                   | 94                | 85                | شخصية عامة               | المملكة المتحدة  |
| 13      | ويل سميث                   | 94                | 77                | ممثل                     | الولايات المتحدة |
| 14      | ليونيل ميسي                | 93                | 90                | لاعب كرة قدم             | الأرجنتين        |
| 15      | يوتيوب                     | 93                | 85                | وسائل تواصل اجتماعي      | الولايات المتحدة |
| 16      | ريانا                      | 85                | 79                | مغني                     | باربادوس         |
| 17      | صحيفة الشعب اليومية        | 84                | 84                | مغني                     | الصين            |
| 18      | إمينيم                     | 82                | 86                | مغني                     | الولايات المتحدة |
| 19      | وكالة أنباء شينخوا         | 81                | 80                | مغني                     | الصين            |
| 20      | ماكدونالدز                 | 80                | 80                | شركة وسلسلة مطاعم        | الولايات المتحدة |
| 21      | جاستن بيبر                 | 80                | 76                | مغني                     | كندا             |
| 22      | مايك إيفانز                | 73                | 73                | معلق في الشرق الأوسط     | الولايات المتحدة |
| 23      | مانشستر يونايتد            | 72                | 73                | نادي كرة قدم             | المملكة المتحدة  |
| 24      | تايلور سويفت               | 72                | 71                | مغني                     | الولايات المتحدة |
| 25      | هاري بوتر                  | 70                | 71                | سلسلة أفلام              | المملكة المتحدة  |
| 26      | كاندي كراش ساغا            | 69                | 71                | لعبة إلكترونية           | الولايات المتحدة |
| 27      | دوري أبطال أوروبا          | 68                | 67                | منافسة كرة قدم           | أوروبا           |
| 28      | مايكل جاكسون               | 68                | 71                | مغني                     | الولايات المتحدة |
| 29      | نتفليكس                    | 67                | 66                | شركة إنتاج مدفوعة        | الولايات المتحدة |
| 30      | بوب مارلي                  | 65                | 69                | مغني                     | جامايكا          |

## فيسبوك في الوطن العربي
بلغ عدد مستخدمي فيسبوك في العالم العربي 32 مليون مستخدم في أغسطس 2011 حسب تقرير لكلية دبي للإدارة الحكومية.

### مصر
تعتبر مصر هي الأولى في الشرق الأوسط استخداماً للفيسبوك، حيث يضم موقعها 12 مليون مشترك وفقًا لإحصائيات يونيو 2011 وهو الموقع الإلكتروني الأول للمصريين وقد أثر فيسبوك على الحياة السياسية في مصر خصوصاً بعدما أُنشأت مجموعة على الموقع دُعي فيها إلى إضراب يوم 6 أبريل 2008 وشارك في هذه المجموعة أكثر من 71 ألف شخص. وقد حُجِبَ الموقع في 26 يناير 2011 بعد دعوة الشباب إلى ثورة قومية ضد الحزب الحاكم مما سبب اضطراب للسلطات والحكومة المصرية.
وبسبب فيسبوك وثورة الشباب قُطِعَ اتصال الإنترنت من يوم 27 يناير 2011 ولمدة أسبوع كامل في سابقة لتعنت الحكومة المصرية ضد الشباب، مما كبد الاقتصاد المصري خسائر مالية بقيمة 9 مليار جنية. يذكر أيضاً أن موقع فيسبوك ساهم بصورة كبيرة في إطلاق ثورة الخامس والعشرين من يناير عام 2011 وذلك عن طريق صفحة كلنا خالد سعيد التي أنشأها الناشط السياسي وائل غنيم وقد أطاحت هذه الثورة بنظام الحكم الذي استمر 30 عاماً بتخلي الرئيس السابق محمد حسني مبارك عن الحكم بسبب الضغوط والاحتجاجات الشعبية.

### السعودية
فيسبوك هو ثاني أكثر المواقع زيارة في السعودية بعد جوجل السعودية حسب تصنيف موقع اليكسا ويبلغ عدد المشتركين من داخل المملكة العربية السعودية 4.3 مليون مشترك وفقا لإحصائيات يونيو 2011.

### المغرب
فيسبوك هو أول وأكثر موقع زيارة وتداولي في المغرب العربي وخصيصا بالمغرب حسب تصنيف موقع أليكسا إنترنت ويبلغ عدد المشتركين أكثر من 20 مليون مشترك وفق لاحصائيات يونيو 2018.

## الانتقادات والخلافات
أدى الحجم الهائل لفيسبوك وأهميته المتزايدة إلى تعرضه لانتقادات حادة في ميادين متعددة. من بين أبرز القضايا المطروحة: انتهاك خصوصية المستخدمين، والاحتفاظ المفرط بالمعلومات الشخصية، وتقنية التعرف على الوجوه والمعروفة باسم ديبفيس، فضلًا عن طبيعته الإدمانية وتأثيره في بيئة العمل، إذ أُثيرت مخاوف بشأن وصول أصحاب العمل إلى حسابات موظفيهم.
وُجِهت إلى فيسبوك انتقادات تتعلق بالاستهلاك المفرط للطاقة، والتهرب الضريبي، وفرض استخدام الأسماء الحقيقية، وممارسات الرقابة، فضلًا عن تورطه في برنامج المراقبة الأميركي بريسم. وفقًا لصحيفة إكسبريس تريبيون، «تجنب فيسبوك دفع مليارات الدولارات من الضرائب عبر شركات خارجية».
تُثار أيضًا مخاوف بشأن الأثر النفسي الضار لفيسبوك على مستخدميه، متضمنًا مشاعر الغيرة والضغط النفسي، وتشتت الانتباه، وإدمان مواقع التواصل الاجتماعي. بَين باحثون مثل كوفمان وآخرون أن دوافع استخدام الأمهات لفيسبوك ترتبط في كثير من الأحيان بحاجات اجتماعية ونفسية. أما المفوضة الأوروبية لمكافحة الاحتكار مارغريت فيستاجر، فقد اعتبرت شروط الخدمة الخاصة ببيانات المستخدمين «غير متوازنة«.
تعرض فيسبوك أيضًا للانتقاد بسبب السماح بنشر محتوى غير قانوني أو مسيء، من بينها انتهاكات حقوق النشر والملكية الفكرية، وخطاب الكراهية، والتحريض على الاغتصاب والإرهاب، والأخبار الزائفة، إضافةً إلى جرائم وأعمال قتل وبث مباشر لأحداث عنيفة. ذهب بعض المعلقين إلى اتهام الشركة بتسهيل انتشار هذا المحتوى على عِلم. في مايو 2019، حظرت سريلانكا كلًا من فيسبوك وواتساب مؤقتًا بعد موجة من أعمال العنف ضد المسلمين، في أعقاب تفجيرات عيد الفصح، إجراءً لحفظ الأمن. بين الربع الأخير من عام 2018 والربع الأول من 2019، أزال فيسبوك نحو 3 مليارات حساب وهمي، علمًا بأن عدد مستخدميه النشطين شهريًا بلغ 2.39 مليار.
في أواخر يوليو 2019، أعلنت الشركة أنها تخضع لتحقيق فيدرالي لمكافحة الاحتكار من قِبل لجنة التجارة الفيدرالية الأميركية.
كما أفادت منظمة حماية المستهلك البريطانية ويتش؟ بأن بعض المستخدمين ما زالوا يستغلون المنصة لترويج تقييمات زائفة من فئة خمس نجوم مقابل المال أو منتجات مجانية مثل الساعات، وسماعات الأذن، ورشاشات المياه، وقد رصدت المنظمة 14 مجموعة تنشط في هذا النوع من التبادل.

## أنظر أيضًا
- زر أعجبني (فيسبوك)
- تويتر
- إنستغرام
- رقابة فيسبوك
- كيورا
- ماسنجر كيدس

## وصلات خارجية
- الموقع الرسمي